# 天堂寨镇
天堂寨镇，是中华人民共和国安徽省六安市金寨县下辖的一个乡镇级行政单位。

## 行政区划
天堂寨镇下辖以下地区：
前畈村、渔潭村、泗河村、杨山村、马石村、后畈村和黄河村。